# Mouhammadou Jaiteh
Mouhammadou Einstein Jaiteh (Pantin, 27 novembre 1994) è un cestista francese.
Con la Francia under 20 ha disputato i FIBA EuroBasket Under-20 2013.

## Statistiche

### Eurolega
| Anno      | Squadra        | PG | PT | MP   | TC%  | 3P% | TL%  | RP  | AP  | PRP | SP  | PP  |
| --------- | -------------- | -- | -- | ---- | ---- | --- | ---- | --- | --- | --- | --- | --- |
| 2013-2014 | Nanterre 92    | 10 | 0  | 12,6 | 55,9 | 0,0 | 72,7 | 3,7 | 0,3 | 0,4 | 0,4 | 4,6 |
| 2022-2023 | Virtus Bologna | 33 | 32 | 18,6 | 59,1 | -   | 56,5 | 4,7 | 0,7 | 0,6 | 0,2 | 8,4 |
| 2023-2024 | Monaco         | 25 | 7  | 8,2  | 58,7 | -   | 45,0 | 2,2 | 0,2 | 0,2 | 0,1 | 3,3 |
| 2024-2025 | Monaco         | 31 | 7  | 14,6 | 65,6 | -   | 63,2 | 4,0 | 0,6 | 0,5 | 0,3 | 7,5 |
| Carriera  | Carriera       | 99 | 46 | 14,1 | 61,0 | 0,0 | 58,4 | 3,7 | 0,5 | 0,4 | 0,2 | 6,5 |

### Eurocup
| Anno       | Squadra        | PG | PT | MP   | TC%  | 3P% | TL%  | RP  | AP  | PRP | SP  | PP   |
| ---------- | -------------- | -- | -- | ---- | ---- | --- | ---- | --- | --- | --- | --- | ---- |
| 2013-2014  | Nanterre 92    | 8  | 0  | 17,0 | 45,5 | -   | 66,7 | 3,8 | 0,4 | 0,6 | 1,0 | 3,5  |
| 2015-2016  | Nanterre 92    | 10 | 9  | 27,0 | 61,9 | -   | 62,1 | 6,8 | 1,1 | 0,7 | 1,1 | 12,2 |
| 2017-2018  | Limoges CSP    | 14 | 11 | 23,2 | 54,8 | -   | 58,7 | 6,0 | 1,3 | 0,6 | 0,9 | 9,2  |
| 2018-2019  | Limoges CSP    | 4  | 2  | 15,3 | 60,0 | -   | 83,3 | 4,8 | 1,5 | 0,2 | 0,2 | 4,2  |
| 2021-2022† | Virtus Bologna | 21 | 17 | 22,1 | 69,1 | -   | 56,9 | 7,6 | 1,0 | 0,5 | 0,7 | 12,8 |
| Carriera   | Carriera       | 57 | 39 | 22,0 | 62,3 | -   | 60,0 | 6,3 | 1,0 | 0,6 | 0,8 | 9,9  |

## Palmarès

### Squadra
- Campionato francese: 1

Monaco: 2023-2024
- Coppa di Francia: 1

Nanterre: 2013-2014
- Match des Champions: 1

Nanterre: 2014
- EuroChallenge: 1

Nanterre: 2014-2015
- Supercoppa italiana: 2

Virtus Bologna: 2021, 2022
- Eurocup: 1

Virtus Bologna: 2021-2022

### Individuale
- Eurocup MVP: 1

Virtus Bologna:  2021-22
- All-Eurocup First Team: 1

Virtus Bologna:  2021-22